# آنری ژول لویی ماری راندو
آنری ژول لویی ماری راندو (فرانسوی: Henri Jules Louis Marie Rendu‎؛ ‏ ۲۴ ژوئیهٔ ۱۸۴۴ – ۱۶ آوریل ۱۹۰۲) اهل فرانسه بود. وی از اقوام یخچال‌شناس فرانسوی لویی راندو بود.
وی ابتدا در رشتهٔ برزشناسی تحصیل کرد اما سپس در پاریس پزشکی خواند و در جریان جنگ فرانسه و پروس به عنوان جراح ارتش خدمت کرد. در سال ۱۸۷۷ او «پزشک بیمارستان» شد و سال بعد با پایان‌نامه‌ای در مورد نفریت مزمن به نام «مطالعه مقایسه‌ای نفریت مزمن» مورد توجه محافل پزشکی قرار گرفت. در سال ۱۸۸۵ او به عنوان رئیس بخش پزشکی در «بیمارستان نِکر» منصوب شد، سِمَتی که او تا پایان دوران حرفه‌ای خود حفظ کرد. وی در سال ۱۸۹۷ به عضویت فرهنگستان ملی پزشکی درآمد. او علاوه بر حرفه خود، بسیار علاقمند به علوم طبیعی و گیاه‌شناسی بود و مجموعه بزرگی از گیاهان را گردآوری کرد. نام او امروزه در سندرم اسلر وبر راندو ماندگار شده است.